# كينيث كيث
كينيث كيث (بالإنجليزية: Kenneth Keith)‏ هو قاضي ومحامي نيوزيلندي، ولد في 19 نوفمبر 1937 في أوكلاند في نيوزيلندا.